# Cartoon Network: Rajzfilmsztárok parádéja
A Cartoon Network: Rajzfilmsztárok parádéja hétvégenként, reggelente jelentkező műsorblokk volt az M1-en, az 1990-es évek végén. Ugyanazokat a műsorokat adta, mint akkoriban a Magyarországon is sugárzó európai Cartoon Network. A blokk – megszűnése után – a TV2-re került át, Cartoon Network címmel.
A sorozatok magyar változatát a Magyar Televízió rendelte meg. A Cartoon Network és a Boomerang a mai napig ezzel a szinkronnal adta le a rajzfilmsorozatok többségét.

## Sorozatok
Ezeket a sorozatokat vetítették:
- A bolygó kapitánya
- Dexter laboratóriuma
- Foxi Maxi
- Frédi és Béni, avagy a két kőkorszaki szaki
- Maci Laci
- Maci Laci kincset keres
- Magilla Gorilla
- Nyegleó
- Tom és Jerry
- Turpi úrfi